# Celano FC Olimpia
Celano FC Olimpia is een Italiaanse voetbalclub uit Celano die speelt in de Serie C2/B. De club werd opgericht in 1978.